# Bourgoinrana
Bourgoinrana (лат.) — род цикадовых из семейства церкопиды (Cercopidae). Известно 4 вида. Эндемик Мадагаскара.

## Этимология
Название рода дано в честь французского энтомолога Тьерри Бургуана (Thierry Bourgoin, род. 1956, Muséum National d’Histoire Naturelle, Париж), специализирующегося на Fulgoromorpha, + -ana (связанный с).

## Описание
Мелкие цикадовые насекомые. От близких родов отличаются следующими признаками: тело дорсовентрально уплощено, эдеагус с пальцевидным отростком на переднем крае; отсутствие треугольной ямки перед передне-постклипеусным швом. Задние ноги с одним шипом. Вершина головы широкая, равне её длине. Передний край головы регулярно закруглен. Оцеллии ближе друг к другу, чем к сложным глазам. Постклипеус с большой продольной бороздой.

## Классификация
Известно 4 вида. Род был впервые выделен в 2012 году на основе трёх видов из рода Amberana. Включен в состав трибы Rhinaulacini из подсемейства Cercopinae.
- Bourgoinrana beondrokaensis Le Cesne & Soulier-Perkins, 2021[3]
- Bourgoinrana perinetana (Synave, 1957)
  - Amberana perinetana Synave, 1957[4]
- Bourgoinrana rubescens (Synave, 1957)
  - Amberana rubescens Synave, 1957
- Bourgoinrana sandrangatensis (Synave, 1957)
  - Amberana sandrangatensis Synave, 1957